# Izquierda Dinástica
|  | Aquest article tracta sobre el partit dels anys 1880. Vegeu-ne altres significats a «Izquierda Liberal». |

Izquierda Dinástica va ser un partit polític espanyol fundat en 1881. Els seus orígens són, per una banda les divergències entre els partits republicans progressistes (el d'Emilio Castelar i el de Cristino Martos Balbi) i per l'altra la decepció davant les polítiques del govern de Práxedes Mateo Sagasta. Ideològicament es considera un partit liberal, en principi més progressista que el Partit Liberal Fusionista, i monàrquic. Comptava amb un Diari del mateix nom.

## Fundació i reunió dels elements progressistes
El partit va ser proposat el 10 d'octubre de 1881 a l'Acadèmia de Medicina encara que fins a 1883 no va concloure el seu procés de formació. El presidia Segismundo Moret y Prendergast, qui en una notificació al Congrés de l'existència del nou partit declarava seguir els principis de la Constitució de 1869, però acceptant la monarquia d'Alfons XII. Moret establí contactes en primer lloc amb Martos i Montero Ríos perquè s'unisin al bàndol monàrquic. Aconsegueix que el primer aconselli públicament als seus seguidors unir-se al partit encara que ell es mantingui allunyat de la monarquia.
El novembre de 1882 s'acorda la integració dels progressistes-democràtics de Martos a Izquierda Dinástica. Al mateix temps es va triar Francisco Serrano Domínguez com a nou cap del partit. Serrano va realitzar al desembre un discurs conciliador amb la monarquia, però deixant clar que eren partidaris d'una revisió constitucional. L'organització del partit va concloure al març de 1883 amb la formació d'un directori format per José López Domínguez, Moret, Balaguer, Becerra i Montero Ríos, a més de la prefectura de Serrano. En tot cas, l'activitat del partit es limitava a poc més que les seves intervencions parlamentàries.

## Formació de govern, divisions internes i unió amb els fusionistes
La crisi del govern Sagasta va permetre l'accés a la presidència del govern al membre d'Izquierda Dinástica José Posada Herrera amb el suport dels fusionistes de Sagasta que volien evitar l'accés al poder dels conservadors. En el govern es van incloure els principals dirigents del partit, com Moret en Governació. No obstant això el govern liberal de Posada Herrera només durà tres mesos i el poder retornà al conservador Cánovas que convocà immediatament eleccions que se celebraren a l'abril de 1884. En elles, els liberals van obtenir una minoria molt escassa. Malgrat que Izquierda Dinástica va superar lleugerament als fusionistes, la divisió interna per la falta d'un programa clar va començar a afectar la marxa del partit. Així Moret es va unir a Sagasta a l'octubre de 1884 i el nou directori no va fer més que buscar l'acostament amb els fusionistes. Finalment el partit es diluí, unint-se en coalició amb els fusionistes i acceptant la impossibilitat de tornar als plantejaments constitucionals de 1869.